# Грб Добоја
Грб Добоја је званични симбол српског града Добоја. Грб је званично усвојен 2005, а додатно модификован 2013. године.

## Опис грба
Грб Добоја је златни штит са четири усјека у облику оцила. Штит је подјељен на четири поља танком линијом преко којих у централном дијелу стоји црвени диск унутар ког је златни љиљан, окружен са четири плава квадрата, те при дну разломљена греда плаво-сребрно раздијељена. На ленти испод штита у бојама српске тробојнице, бијели натпис имена града „Добој“.
Осим званично прописаног изгледа грба града, неке институције града, као и многи други субјекти из Добоја, користе неколико других верзија грба.